# بانغكال بينانغ
بانغكال بينانغ (بالإنجليزية: Pangkal Pinang)‏ هي مدينة تقع في إندونيسيا في بانغكا - بليتونغ. يقدر عدد سكانها بـ 327,167 نسمة وترتفع عن سطح البحر 13 متر.

## أعلام
- إيدي سانتانا بوترا
- ليو سابوترا
- ساندرا ديوي